# Alfredo Palacio
Pour les articles homonymes, voir Luis González (homonymie), González et Palacio.
Luis Alfredo Palacio González, né le 22 janvier 1939 à Guayaquil (province du Guayas) et mort le 22 mai 2025 dans la même ville, est un chirurgien et homme d'État équatorien. 
Il accède à la présidence de la République le 20 avril 2005 en remplacement de Lucio Gutiérrez, dont il est le vice-président, à la suite de la destitution de ce dernier par le Congrès. Le 15 janvier 2007, il remet le pouvoir entre les mains de Rafael Correa élu lors du scrutin présidentiel de 2006.

## Biographie
Né en 1939 à Guayaquil, grande ville portuaire, il y effectue ses études. Il devient chirurgien à l'université de la ville en 1967, puis se spécialise aux États-Unis en cardiologie de 1969 à 1974 dans différents hôpitaux. Il enseigne depuis 1980 la cardiologie à l'Institut national équatorien de cardiologie, ainsi qu'à l'université de Guayaquil depuis 1989.
En 1994, il est nommé ministre de la Santé publique, poste qu'il occupe jusqu'en 1996 dans le gouvernement de Sixto Durán Ballén.
Depuis 2001, il est professeur de maîtrise de santé publique à l'université de Guayaquil.
En 2003, il devient vice-président aux côtés de Lucio Gutiérrez qui vient de gagner les élections avec 56 % des suffrages (un chiffre aujourd'hui discuté, le Tribunal constitutionnel équatorien ayant établi en 2006 qu'il y a eu des fraudes importantes en faveur de Gutiérrez) avant de le remplacer lors de la crise d'avril 2005.
Il accède à la présidence de la République le 20 avril 2005 en remplacement de  Lucio Gutiérrez, dont il était le vice-président, à la suite de la destitution de ce dernier par le Congrès.
En politique extérieure, il revendique la neutralité de l’Équateur dans le conflit armé colombien (certains de ses prédécesseurs avaient entrepris une collaboration rapprochée avec les États-Unis dans la répression des guérillas colombiennes). Parce qu'elle viole de façon extravagante le contrat signé avec l’État, il expulse la multinationale américaine Occidental Petroleum Corporation. En représailles, le président américain George W. Bush rompt les négociations du traité de libre-échange.